# Aracruz (företag)
Aracruz var ett brasilianskt företag som producerade pappersmassa. Aracruz grundades 1972 och upplöstes 2009. Omsättningen var 2008 2,0 miljarder USD.